# Åsa Romson

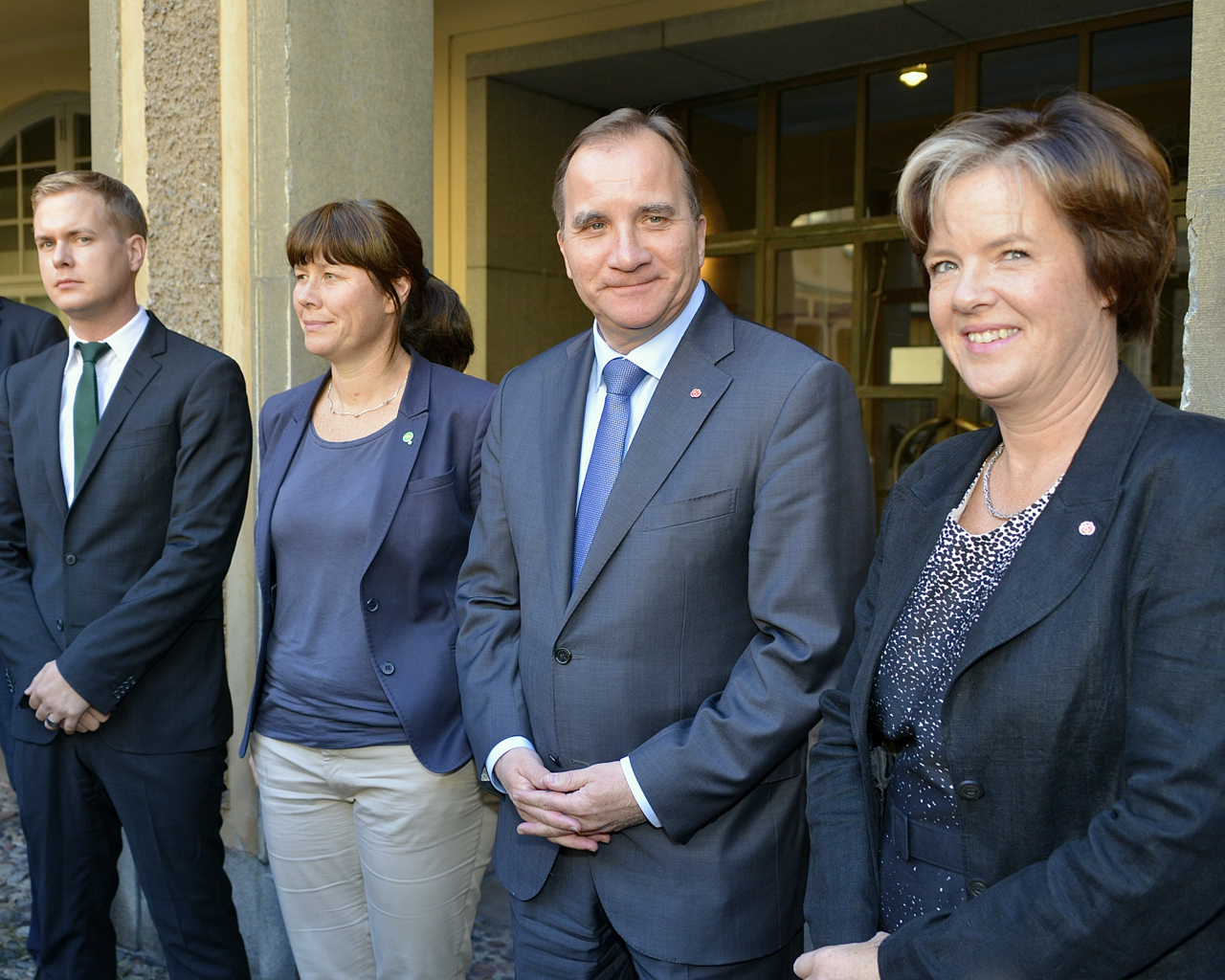
Regeringsförhandlingar inleds den 15 sept 2014. Från vänster: Gustav Fridolin, Åsa Romson, Stefan Löfven och Carin Jämtin.

Åsa Elisabeth Romson, född 22 mars 1972 i Rönninge i Salems församling, Stockholms län, är en svensk politiker (miljöpartist) och juris doktor. Hon var riksdagsledamot 2006 och 2010–2017, invald för Stockholms kommuns valkrets, och språkrör för Miljöpartiet tillsammans med Gustav Fridolin 2011–2016. Hon var från den 3 oktober 2014 till den 25 maj 2016 klimat- och miljöminister med den ceremoniella benämningen vice statsminister i regeringen Löfven I.
2018 är hon forskare och projektledare vid IVL Svenska Miljöinstitutet i Stockholm. Sedan 2022 är hon ordförande för Institutet för framtidsstudier.

## Biografi

### Inledande politisk verksamhet
Åsa Romson blev 1993 ledamot av Grön Ungdoms förbundsstyrelse. Under slutet av 1990-talet var hon även ledamot av Miljöpartiets partistyrelse. Hon var ledamot av kommunfullmäktige i Stockholms kommun 2002–2010 och partiets gruppledare i Stockholms kommun 2004–2006. Som gruppledare hade hon en pådrivande roll i genomförandet av försöket med trängselavgifter i Stockholm.
Mellan 2001 och 2004 var Romson anställd som handläggare på biståndsorganisationen Forum Syd.
Romson valdes in som riksdagsledamot i valet 2006 för Stockholms kommuns valkrets, men valde att avstå platsen till förmån för en doktorandtjänst inom internationell miljörätt på Stockholms universitet. Hon blev återigen invald vid valet 2010 och behöll då sin riksdagsplats.
Romson anmälde sig 25 november 2010 som kandidat till posten som språkrör i Miljöpartiet, och 29 mars 2011 föreslogs hon av Miljöpartiets valberedning till nytt språkrör tillsammans med Gustav Fridolin. Dessa två valdes sedan på kongressen 21 maj 2011.
Den 20 april 2012 disputerade Romson i miljörätt vid Stockholms universitet. Hennes doktorsavhandling studerar vilket legalt utrymme som den internationella investeringsrätten ger stater att skydda miljön och reglera en hållbar användning av naturresurser samt hur mellanstatliga investeringsavtal påverkar genomdrivandet av miljöpolitiska reformer och miljörättsliga regler.

### Statsråd och vice statsminister
Efter riksdagsvalet 2014 bildade Socialdemokraterna koalitionsregering med Miljöpartiet, och Romson utsågs till klimat- och miljöminister och vice statsminister i Regeringen Löfven I.
Romson benämndes vice statsminister i regeringen Löfven men var inte utsedd till statsministerns ställföreträdare. Att Romsons titel "vice statsminister" endast var en ceremoniell benämning framkom först den 16 juli 2015 efter att statsminister Stefan Löfven hade förts akut till sjukhus med ambulans från Arlanda efter en resa i Etiopien. Löfven anmäldes till konstitutionsutskottet för att inte tydligt ha offentliggjort att det istället var utrikesminister Margot Wallström som var statsministerns ställföreträdare.

### Från 2016
Den 9 maj 2016 höll Miljöpartiet en presskonferens där valberedningen meddelade att den inte föreslog Romson för omval som språkrör vid kommande partikongress. Isabella Lövin föreslogs ersätta Romson, medan Gustav Fridolin föreslogs för omval. Samma dag meddelade Romson att hon drog tillbaka sin kandidatur och dessutom avsåg avgå som statsråd efter partikongressen.
Hon var EU-nämndens ordförande från juni 2016 till juli 2017. 2018 var hon forskare och projektledare vid IVL Svenska Miljöinstitutet i Stockholm. Sedan 2022 fungerar hon som ordförande för Institutet för framtidsstudier.

### Familj
Åsa Romson tillhör släkten Romson från Dalarna och är syster till politikern Lukas Romson. Hon har en son född 2012.

## Publikationer i urval
- Åsa Romson, Environmental Policy Space and International Investment Law, Doktorsavhandling, Stockholms universitet, 2012
- Åsa Romson, Utvecklingshänsyn i internationella investeringsregler – Norge kan gå före, SIDA OmVärlden : tidningen om global utveckling, ISSN 1400-4569, juni 2008.
- Åsa Romson, Any Steps Towards Sustainability in International Investment Agreements?: A Study of BIT:s of Nordic Countries and the US-Chile Free Trade Agreement Concerning the Potential to Conflict with Health and Environmental Measures, (refereegranskat bokkapitel i antologi), "Sustainable Development in International and National Law", Europa Publishing 2008.
- Åsa Romson, Internationellt investeringsskydd - ett hinder mot "klimatsmart" lagstiftning?, Europarättslig Tidskrift, ISSN 1403-8722, 2008
- Åsa Romson, Policy Space - en diskussion på flera plan om politiskt handlingsutrymme för länder i syd, rapport, juridiska institutionen, Stockholms universitet. Stockholms miljörättscentrum (SMC). Forum Syd. 2009.
- Åsa Romson, International Investment Law and the Environment, (refereegranskat bokkapitel i antologi), "International Investment Law and the Environment", Kluwer Law International 2010.
- Åsa Romson, Från trängselavgifter i Stockholm till klimatavtal i Paris: mina 15 år i miljöpolitikens tjänst, Sjösala förlag 2018